# Ruthenium(VI)fluoride
Ruthenium(VI)fluoride (RuF6) is een fluoride van ruthenium. De stof komt voor als donkerbruine kristallen.

## Synthese
Ruthenium(VI)fluoride kan bereid worden door een reactie van moleculair fluor en ruthenium bij 400-450 °C:
{\displaystyle \mathrm {Ru+3\ F_{2}\ \longrightarrow RuF_{6}} }

## Kristalstructuur
Ruthenium(VI)fluoride neemt een octaëdrische structuur aan, in overeenstemming met de VSEPR-theorie. Het bezit het een orthorombisch kristalstelsel en behoort tot ruimtegroep Pnma. De parameters van de eenheidscel bedragen (gemeten bij −140 °C):
- a = 931,3 pm
- b = 848,4 pm
- c = 491,0 pm

De bindingslengte Ru-F bedraagt 181,8 pm.